# Hofburg
Pour l’article homonyme, voir Hofburg (Innsbruck).
La Hofburg est un ancien palais impérial situé dans le 1er arrondissement de Vienne en Autriche. Étant le plus grand palais de la ville, il s'est progressivement édifié depuis le XIIIe siècle. Ce fut la résidence de la plupart des dirigeants de l'histoire de l'Autriche, notamment de la dynastie des Habsbourg (pendant plus de 600 ans), et des empereurs d'Autriche et d'Autriche-Hongrie. Depuis 1946, c'est la résidence officielle du président fédéral de la république d'Autriche.
Le noyau primitif, construit sous le règne des Babenberg vers 1220, comprenait un quadrilatère hérissé de tours autour de la cour nommée plus tard Schweizerhof. Les apports successifs des souverains soucieux d'agrandir et d'embellir leur résidence expliquent la juxtaposition de styles très différents. La Hofburg était la résidence d'hiver de la famille impériale, alors que le lieu de villégiature estivale préférée de la famille était le château de Schönbrunn.
Situé au cœur de la vieille ville de Vienne, à l'intérieur du Ring, c'est un des lieux touristiques les plus visités d'Autriche. Le palais héberge notamment le musée de Sissi et les appartements impériaux. Le château compte plus de 2 600 pièces, réparties sur 18 ailes.

## Style des bâtiments
Les souverains qui ont occupé ce palais, siège du pouvoir pendant six siècles, ont pour la plupart voulu le marquer de leur empreinte et, du gothique à l'historicisme à la mode au XIXe siècle, tous les styles sont représentés dans la dizaine de bâtiments qui le composent. Ils abritent aujourd'hui les anciens appartements impériaux, des musées, une église, la Bibliothèque nationale autrichienne, l'École espagnole d'équitation (l'un des plus prestigieux centre de dressage équestre au monde) et les bureaux du président de la République.

## Les appartements impériaux et les trésors
Des Kaiserappartements, vingt pièces sont aujourd'hui ouvertes au public dans la Reichkanzleitrakt (1728-1730) et l'Amalienburg (1575) : ce sont les appartements qu'habita François-Joseph de 1857 à 1916, ceux où vécut l'impératrice Élisabeth (Sissi) de 1854 à 1898 et ceux où logea l'empereur Alexandre Ier de Russie pendant le congrès de Vienne.
Les trésors, sacrés et séculiers, amassés par les Habsbourg au fil des siècles occupent 21 salles. Ils comprennent les joyaux de la couronne et les insignes du Saint-Empire romain germanique. Le portrait de l'empereur Maximilien Ier par Bernhard Strigel veille sur le trésor acquis lorsqu'il épousa Marie de Bourgogne en 1477.

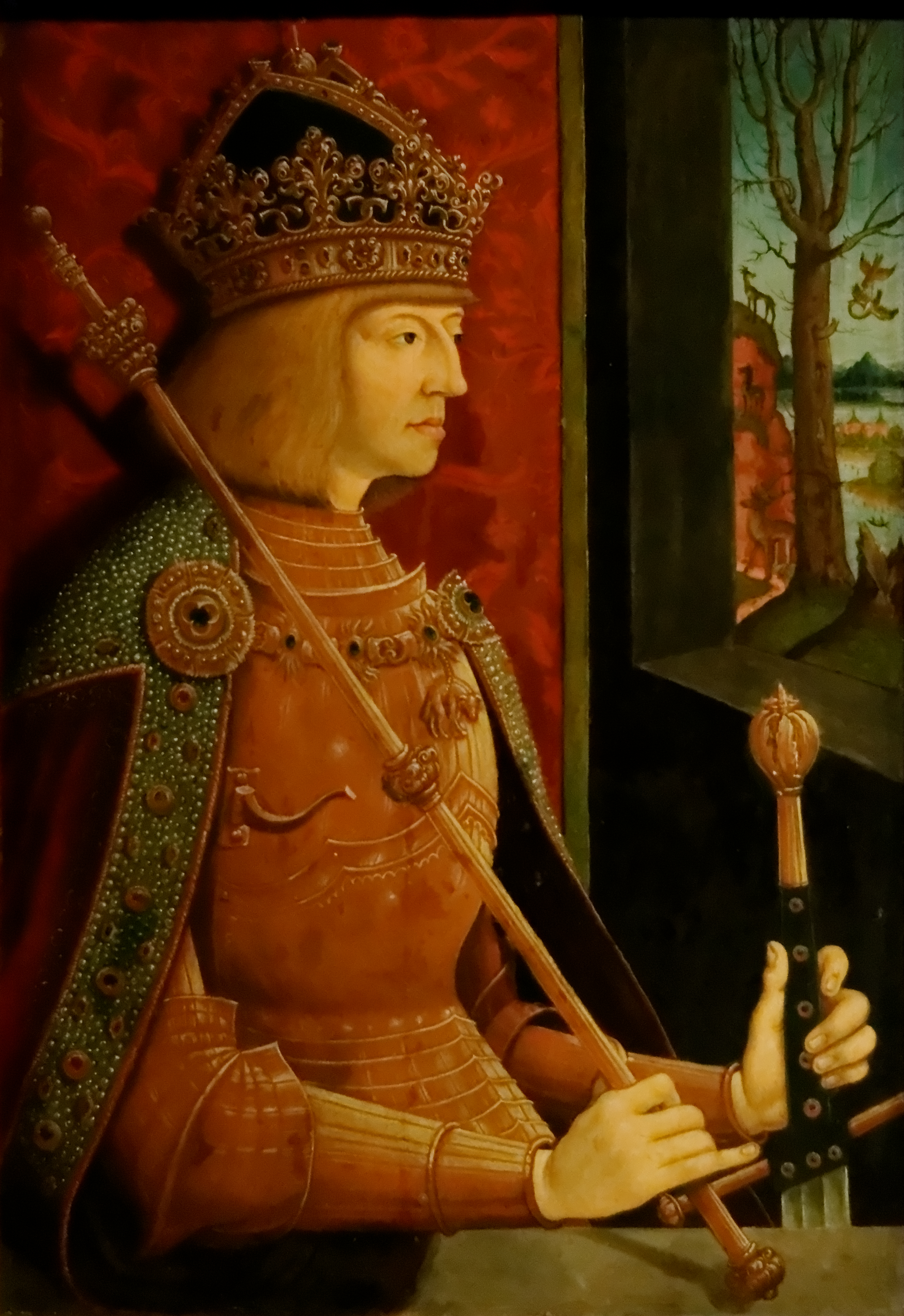
Portrait de Maximilien Ier par Bernhard Strigel.
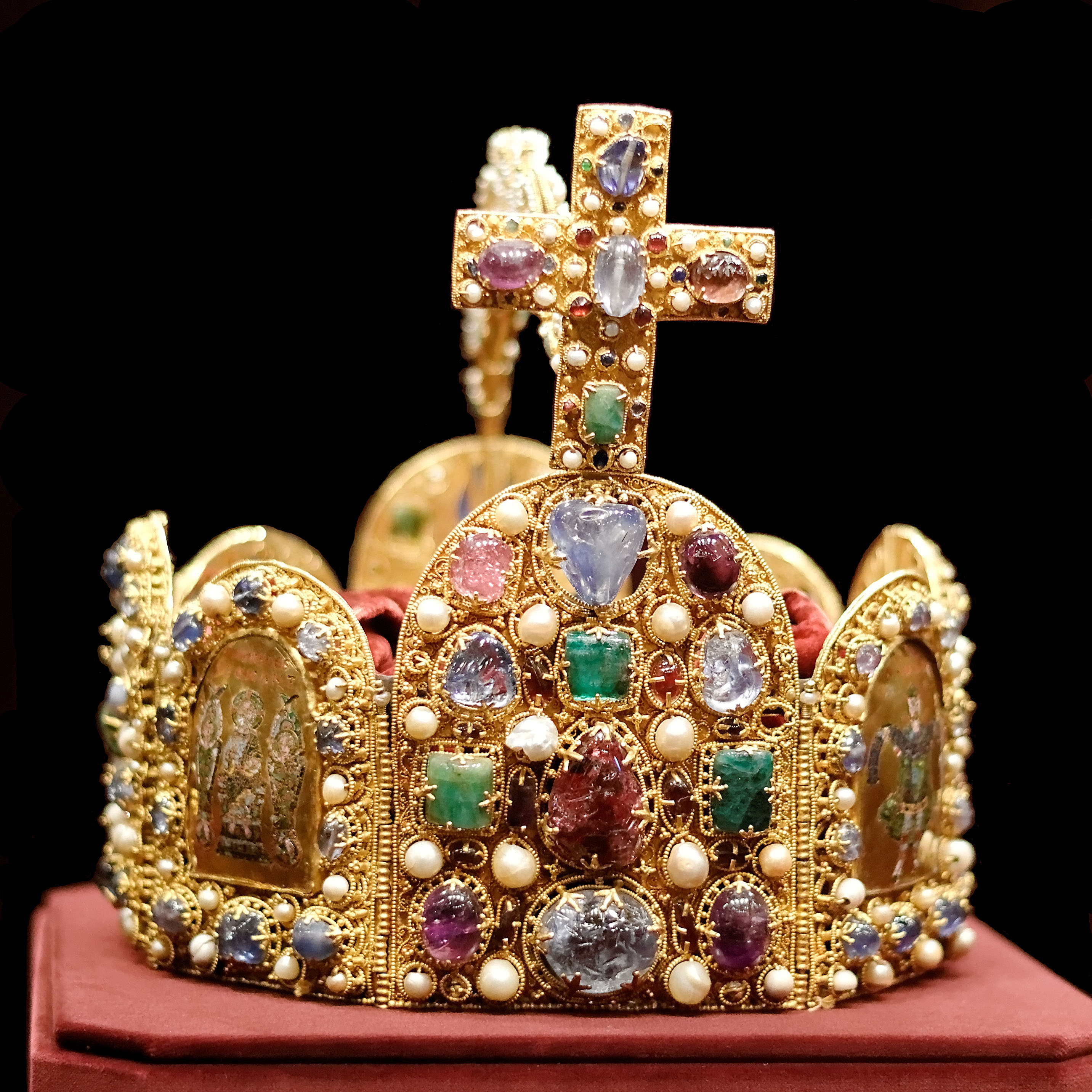
Couronne du Saint-Empire romain germanique.
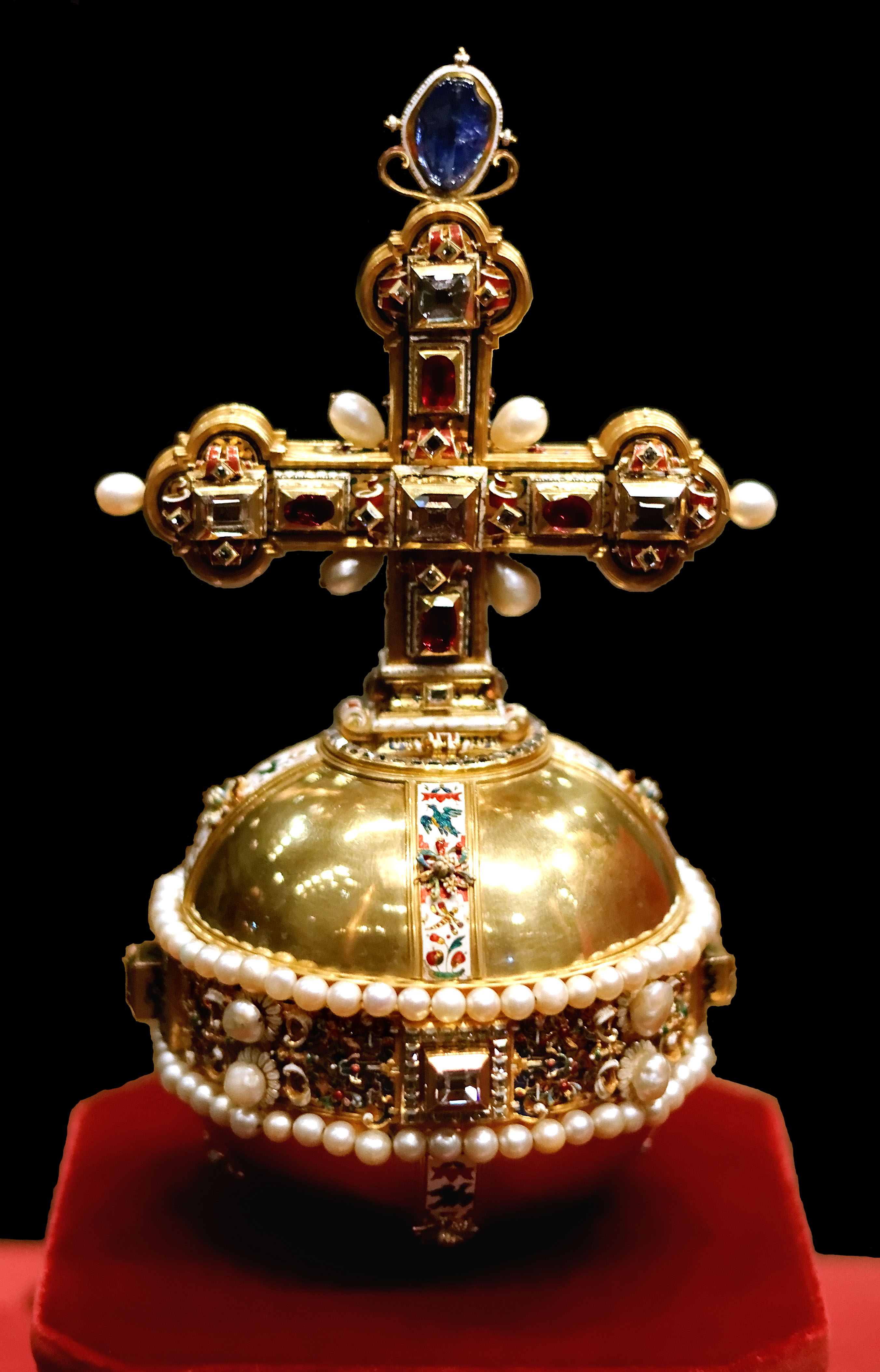
Orbe impérial du Saint-Empire romain germanique.
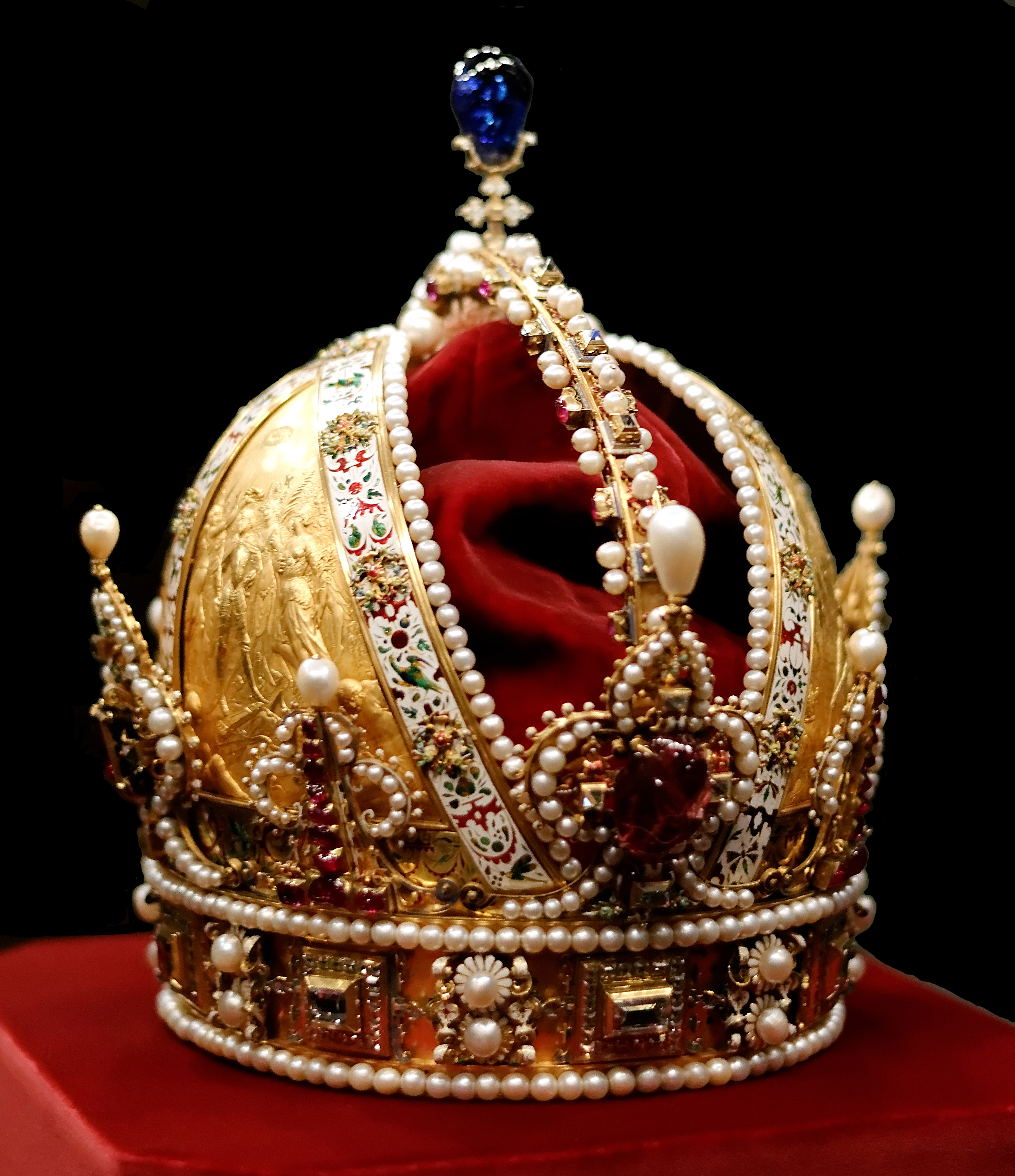
Couronne impériale d'Autriche.

## Palais ou quartier?

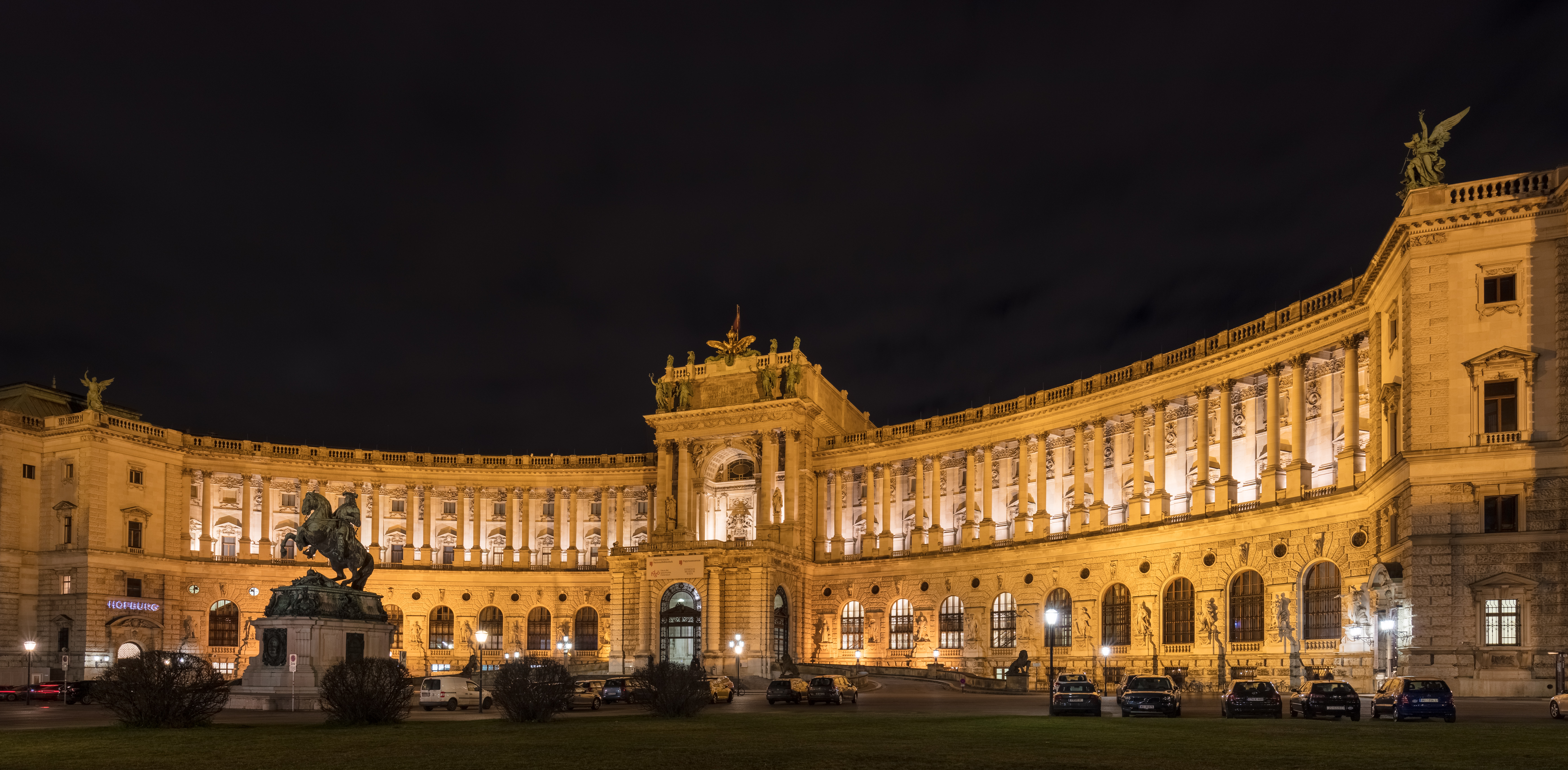
La nouvelle aile de la Hofburg.

Les Habsbourg, au cours de la longue période de leur règne, transformèrent une petite forteresse du XIIIe siècle en un immense et magnifique palais, la Hofburg, qu'ils continuaient encore à embellir quelques années à peine avant la chute de la dynastie  impériale imposée par les vainqueurs en 1918. Aujourd'hui, les bâtiments abritent pour la plupart des musées, et les jardins, parsemés de monuments, sont devenus le Volksgarten et le Burggarten. Tout autour, l'aristocratie s'efforça de construire ses propres palais au plus près du siège du pouvoir impérial et ils dominent toujours de leurs façades imposantes les rues alentour du premier arrondissement.
Le quartier de la Hofburg est ainsi constitué du palais et de ses dépendances, ainsi que des bâtiments (de style baroque) construits à la même époque. Il occupe quasiment la moitié de l’arrondissement.

## Concerts au palais de la Hofburg

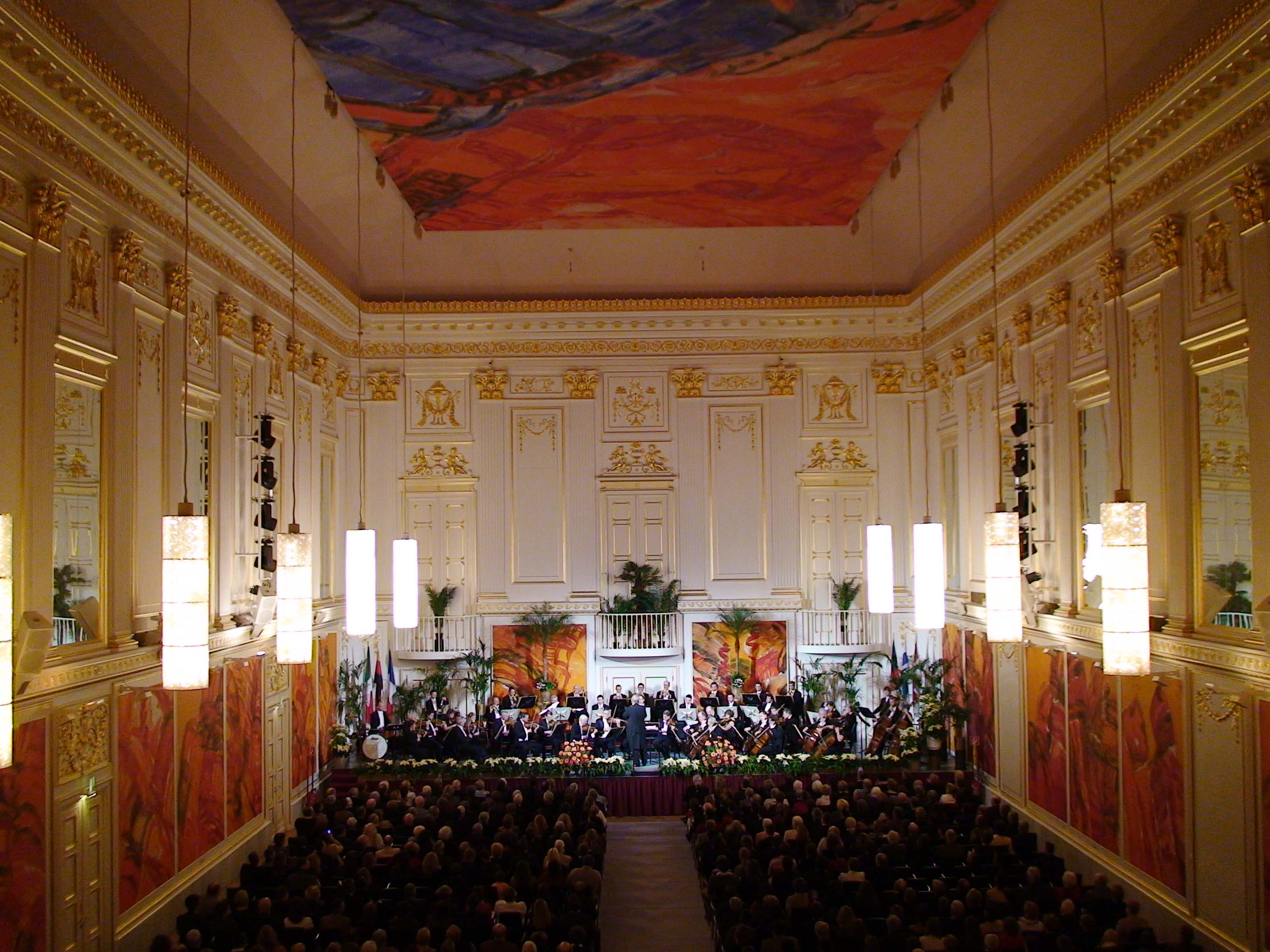
Concert avec l'Orchestre de la Hofburg (Wiener Hofburg Orchester) dans la salle des redoutes (Redoutensaal), en 2008.

Le Wiener Hofburg Orchester donne des concerts classiques de mai à décembre dans les salles de la Hofburg.
Le programme comprend les mélodies les plus connues de la musique de valses et d’opérettes de Johann Strauss et de Franz Lehár, ainsi que des airs d’opéra de Wolfgang Amadeus Mozart.
Dirigé par Gert Hofbauer, l’orchestre se compose de 36 musiciens et de 6 chanteurs/euses solistes internationaux en provenance de toutes les grandes associations d'orchestres de Vienne.

## La pièce d'argent consacrée à la Renaissance
En 2002, dans la série de pièces consacrée à « l'Autriche à travers les âges » (Österreich im Wandel der Zeit), l'Autriche a frappé une pièce de collection en argent de 20 euros sur le thème de la Renaissance. Sur le revers de la pièce, figure la porte suisse du Palais.

## Lieu de tournage
En 2018, une équipe de l'émission Secrets d'Histoire a tourné plusieurs séquences au palais dans le cadre d'un numéro consacré à Marie-Thérèse de France, intitulé  Madame Royale, l'orpheline de la Révolution, diffusé le 12 juillet 2018 sur France 2.